# تجمع بدو الرويك (مأرب)

تعديل مصدري - تعديل

تجمع بدو الرويك هي إحدى قرى عزلة ال مشعل بمديرية مأرب التابعة لمحافظة مأرب، بلغ تعداد سكانها 28 نسمة حسب تعداد اليمن لعام 2004.